# Klopfer (Telegrafie)

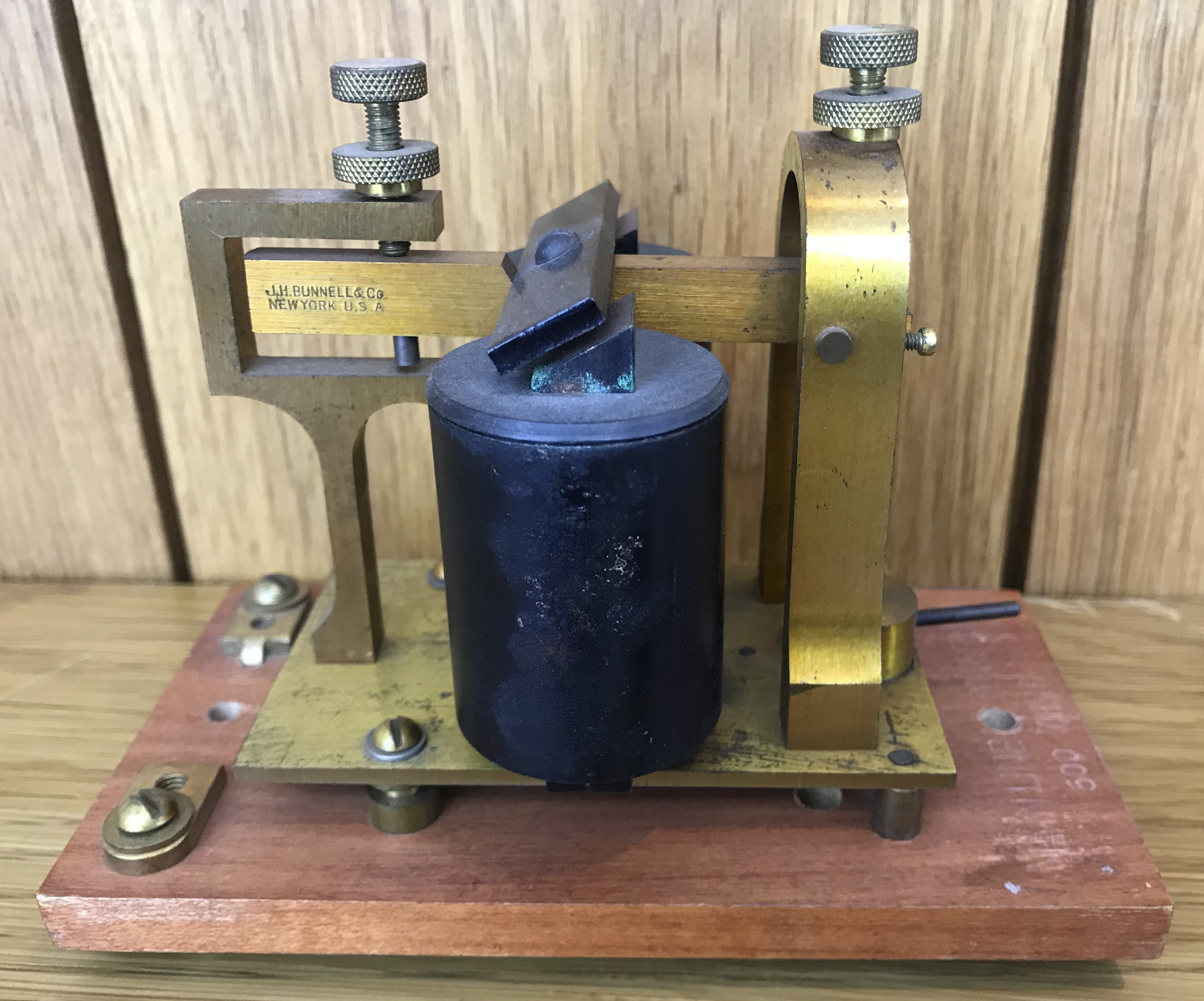
Klopfer von Bunnell & Co.

Klopfer (englisch sounder) waren elektromechanische Geräte, die für die kabelgebundene Telegrafie genutzt wurden. Als Teil von elektromagnetischen Telegrafenanlagen dienten sie zur akustischen Ausgabe von Morsezeichen. Statt diese zu lesen, konnten sie nun gehört werden.

## Funktion
Ähnlich wie bei einem Relais wurde durch elektrischen Strom mithilfe eines Elektromagneten ein Hebel betätigt, hier jedoch nicht, um einen Schalter umzulegen, sondern um ein gut hörbares Signal – das Klopfen – zu erzeugen.

## Geschichte

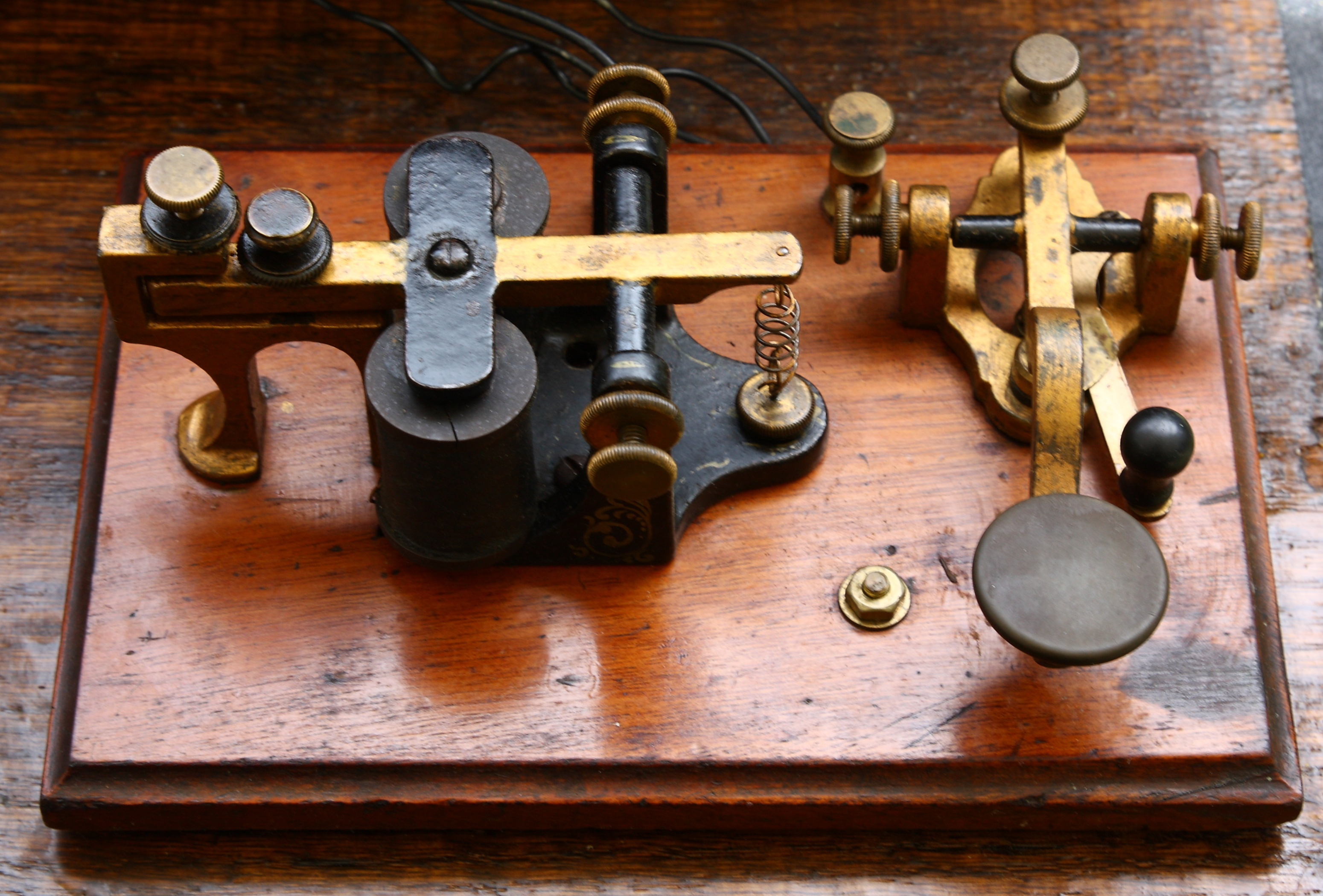
Klopfer (links) neben einer Morsetaste

Nachdem zum Empfang von Morsezeichen in der Mitte des 19. Jahrhunderts ursprünglich Morseschreiber verwendet wurden, bei denen mithilfe eines Schreibstiftes die Punkte und Striche des Codes auf einen Papierstreifen aufgezeichnet wurden, stellte man kurz darauf fest, dass die beim Auf- und Absetzen des Stiftes erzeugten Geräusche genügten, um die Morsezeichen allein über das Gehör wahrzunehmen.
Diese überraschende Erkenntnis erlaubte eine wesentliche Vereinfachung der Morse-Empfangsapparatur, die nun ohne jegliches Verbrauchsmaterial, wie Papier, Stifte oder Tinte, auskam. Zudem war auch die Konstruktion nun wesentlich einfacher als zuvor. Darüber hinaus erwies sich sogar die Betriebssicherheit als verbessert, denn der Klang der Morsezeichen war eindeutiger wahrzunehmen als die häufig schlecht lesbaren Schriftzeichen. Ferner ließ sich so auch die Geschwindigkeit der Übertragung erhöhen.

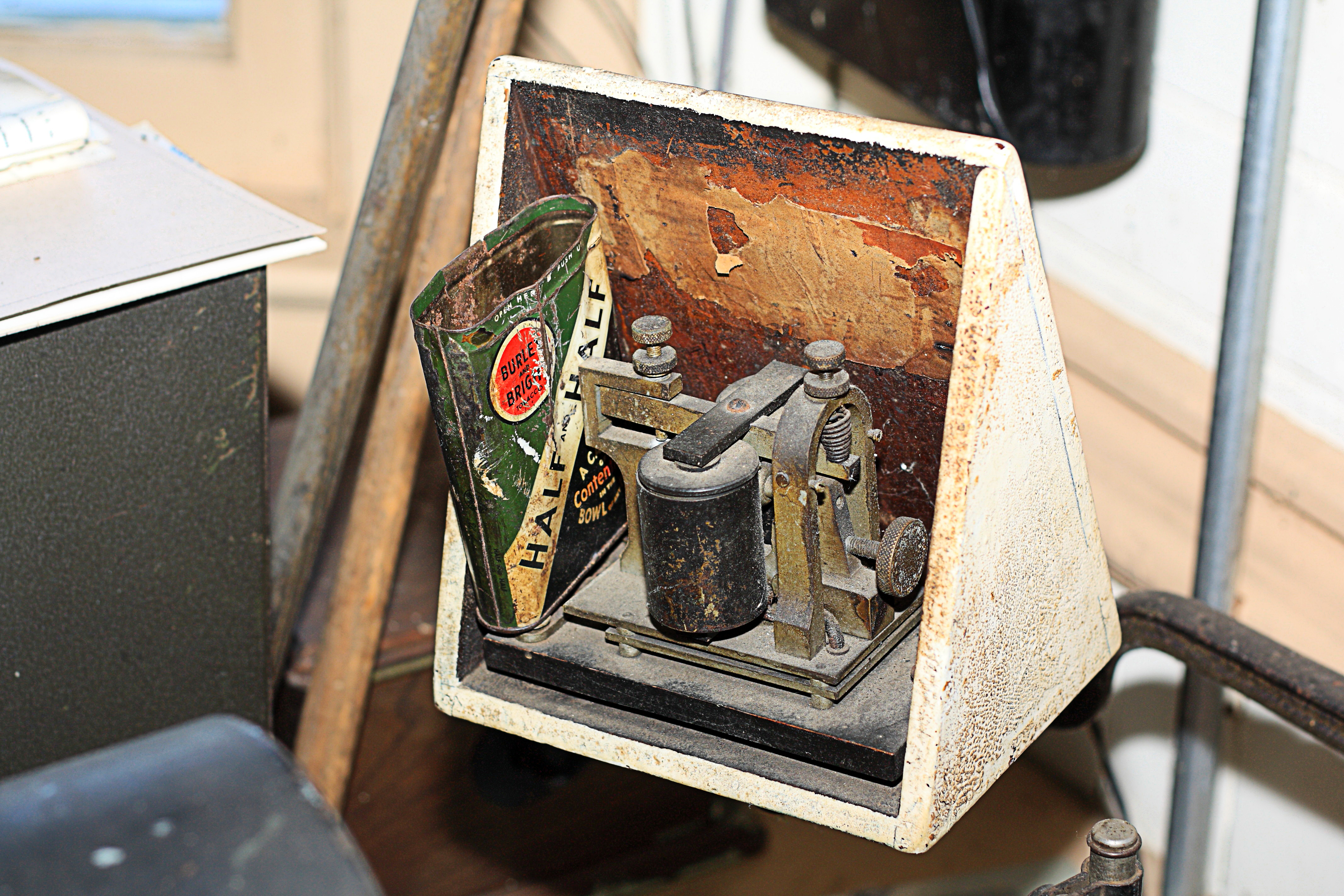
Klopfer im Holzkasten. Mithilfe der alten Tabaksdose (aus Blech) ließ sich durch Einfüllen von mehr oder weniger viel Sand der „Sound“ anpassen.

Der Klopfer wurde oft in einen kleinen Holzkasten gestellt (Bild), der vorne offen war. Dadurch ergab sich, ähnlich wie bei einem Schalltrichter oder einem Lautsprechergehäuse, eine Verstärkung des Schalls und damit eine höhere Lautstärke. Wichtig war, dass der Klopfer beim Öffnen und Schließen zwei gut unterscheidbare unterschiedliche Klänge („Klackern“) erzeugte, beispielsweise einen höheren (hellen „Klick“) und einen tieferen (dumpfen „Klack“) Ton. So ließen sich Anfang und Ende jedes Zeichens und damit die Punkte und Striche des Morsecodes gut unterscheiden.
Nachdem gegen Ende des 19. Jahrhunderts Kopfhörer aufkamen und etwas später auch Lautsprecher, wurden Klopfer obsolet.